# Nathan Weinstock
 (novembre 2017).
Pour les articles homonymes, voir Weinstock.
Nathan Weinstock, né à Anvers en 1939, est un avocat, traducteur de yiddish et enseignant belge. Il est connu pour ses études du mouvement ouvrier juif et en tant que passeur de la culture yiddish ainsi que pour ses engagements antisionistes qu'il a reniés après l'échec des accords d'Oslo.

## Biographie
Ses deux parents ont fui la Russie tsariste avant la Première Guerre mondiale.
Dans les années 1960-80, il milite dans les courants trotskistes belges et publie chez l'éditeur d'extrême-gauche François Maspéro un livre : Le sionisme contre Israël.
Après avoir étudié le droit et la criminologie à l'Université libre de Bruxelles, il enseigne la criminologie de 1964 à 1975 à l'Université de Gand en tant qu'assistant du Prof. Willy Calewaert. En 1962, il s'inscrit au barreau d'Anvers avant de rejoindre le barreau de Bruxelles. Il prend sa retraite en 2004. 
Membre du Conseil scientifique et du Conseil d'administration de l'Institut d'Études juives (Institut Martin Buber) auprès de l'université Libre de Bruxelles ainsi que du Conseil pour les relations pluralistes institué au sein du Consistoire Central Israélite de Belgique, ses centres d'intérêt l'amènent à effectuer, parallèlement à ses activités professionnelles, des recherches dans six domaines spécifiques : la sociologie, la criminologie, l'étude des diaristes de la Shoah, la culture de langue yiddish et du conflit israélo-palestinien.

## Vie privée
Il est marié avec Micheline et a eu deux enfants : Tamara  et Lev.

## Thèmes d'étude

### La sociologie
En 1969, il rédige, avec la collaboration de Thérèse Hanocq, Jacques Bude et André Vogel, une étude sur les cours par correspondance du secteur privé en Belgique.

### La criminologie
Dans ce domaine, on note, outre divers articles de revue, un essai intitulé Production et reproduction du criminel, paru en 1978 au Ed. du Fonds Léon Lesoil (Bruxelles) avec une préface de Jean-Marie Vincent. Si la partie historique de cette étude n'est pas dépourvue d'intérêt, l'auteur récuse aujourd'hui «l'optique marxiste étriquée qui l'inspire et, surtout sa cécité éthique qui l'entraînait à valoriser de façon irresponsable le délinquant en tant qu'exclu, sans avoir égard à la réalité du comportement antisocial.»[réf. nécessaire]

### Le mouvement ouvrier juif
Le Pain de Misère. Histoire du mouvement ouvrier juif en Europe est l'un des premiers ouvrages étudiant le mouvement révolutionnaire juif en Europe - et particulièrement dans l'Est de l'Europe. Il y met en valeur l'action du Bund.
Avec Terres Promises. Avatars du mouvement ouvrier juif au-delà des mers autour de 1900, Nathan Weinstock « sort de l'oubli une épopée méconnue inspirée par les rêves et les espoirs de toute une population et de toute une époque, parachevant la fresque qu'il avait entamée ave l'étude du mouvement ouvrier juif en Europe »
Une synthèse relative au mouvement ouvrier juif au Nouveau Monde et en Palestine – initialement destinée à trouver place dans le Pain de Misère – vient compléter ultérieurement cette recherche dans Terres Promises. Avatars du mouvement ouvrier juif au-delà des mers autour de 1900.
Rétrospectivement, il écrit à propos du Pain de Misère : « Ce travail est malheureusement entaché d'un sectarisme regrettable reflétant les convictions trotskistes de l'auteur à l'époque de sa rédaction ».[réf. nécessaire]

### La Shoah
En 1990, Nathan Weinstock collabore à Pourquoi le Carmel d'Auschwitz ? écrit par son épouse, Micheline Weinstock. C'est le début d'un travail sur la Shoah.
Avec son épouse, il traduit de l'hébreu et du yiddish, le Journal du ghetto de Varsovie de Hillel Seidman, archiviste de la communauté juive de Varsovie — que le couple avait pu rencontrer avant son décès le 28 août 1995. Ce travail est l'occasion de la réalisation d'un dossier documentaire établi en collaboration avec Georges Bensoussan et Micheline Weinstock. 
Il réalise ensuite un volume de témoignages annotés sur la Shoah, traduits du yiddish, dont plusieurs documents extraits des archives d'Emanuel Ringelblum : Chroniques du Désastre, co-traduction de Oneg Shabbat. Journal du ghetto de Varsovie. Il traduit les mémoires de Zofia Kubar, parus sous le titre Échappée du Ghetto de Varsovie.

## Sur le conflit israélo-palestinien
Nathan Weinstock est notoire pour son engagement antisioniste et pour le revirement qui suivit.
Issu de la gauche israélienne, formé à l'Hashomer Hatzair et membre du Matzpen, il écrit en 1969 Le sionisme contre Israël et en 1970 Le Mouvement révolutionnaire arabe qui deviendront des classiques antisionistes. Il vit un revirement idéologique à la fin des années 1990 dans le contexte des attentats kamikazes et des « Accords manqués de Camp David », lesquels sont, de son point de vue, dus au « double jeu » de Yasser Arafat et à l'impossibilité pour les Palestiniens de renoncer à la violence. Il estime que « [p]our sortir de l'ornière, il ne suffit pas qu'Israël se montre prêt à des concessions douloureuses, dont en premier lieu l'évacuation des territoires conquis en 1967 [mais également] que les Palestiniens aient le courage d'opter concrètement et sans retour pour la coexistence avec leurs voisins ».
Aujourd'hui, il analyse ses écrits initiaux comme « bourrés de conclusions simplistes et abusives » et explique ses postures de l'époque par le fait qu'il était « subjugué (...) par le trotskisme » et « en parfait doctrinaire », qu'il appliquait « non pas à analyser mais à (...) canaliser mentalement en fonction de (...) schémas prémâchés et réducteurs. ».
En plus des événements de 2001, la prise de conscience de l'histoire des réfugiés juifs des pays arabes est pour lui une autre révélation. En 2004, il publie un ouvrage intitulé Histoire de chiens : la dhimmitude dans le conflit israélo-palestinien. 
En 2011, il publie Terre promise, trop promise. Genèse du conflit israélo-palestinien (1882-1948).

### Traductions du yiddish
- Beria et Zimra, Metropolis, Genève, 2001 (en collabor. avec Micheline Weinstock)
- Y. L. Peretz, Les Oubliés du shtetl, coll. « Terre humaine », Plon, Paris, 2007 (en collabor. avec Micheline Weinstock)
- Yitzkhok Laybush Peretz, Mémoires oubliées, Didier Devillez/Inst. d’Études du Judaïsme, Bruxelles, 2008.
- Yosef Opatoshu, Le Train des contrebandiers et autres récits, Honoré Champion, Paris, 2012.
- Yosef Opatoshu, « Le Fondouk Vert » et autres récits', Didier Devillez/Inst. d’Études du Judaïsme, Bruxelles, 2013.
- Se rire du destin. Farce pour Pourim (comédie anonyme de 1697), Édit. Avant-Propos, Waterloo, 2016  (ISBN 978-2-39000-039-6),
- Récits yiddish. Stempenyu de Sholem-Aleykhem, suivi de deux nouvelles d'I.-M.Weissenberg), Édit. Classiques Garnier, Paris, 2016  (ISBN 978-2-8124-3522-5)
- Tout est bien qui finit bien (comédie anonyme de la fin du XVIIIe s.), Éd. Les Belles Lettres, Paris, 2016  (ISBN 978-2-251-33978-8)
- Zusman Segalowicz, Une révolution au jour le jour, Édit. Interférences, Paris, 2016  (ISBN 978-2-909589-35-0).
- Les récits hassidiques du Rabbi de Kotzk, traduits et commentés par Nathan Weinstock, "Spiritualités Vivantes", Albin Michel, Paris, 2017  (ISBN 978-2-226-32679-9)

### Autres traductions
- De l’hébreu : Joseph Ibn Zabara, Le Livre des Délices, Les Belles Lettres, Paris, 2011.
- Du néerlandais :
  - Jacob Israël de Haan, Palestine 1921, L’Harmattan, Paris, 1997
  - De notre envoyé spécial à Jérusalem. Au cœur de la Palestine des années vingt, André Versaille, Bruxelles, 2013.

## Distinctions
- En 2010, Nathan Weinstock reçoit le prix Max Cukierman de yiddish[11].